# Les Motards (bande dessinée)
Pour les articles homonymes, voir Les Motards.
Les Motards est une série de bande dessinée franco-belge créé en 1984 par Charles Degotte dans le no 2386 du journal Spirou. Elle met en scène une bande de motards dans laquelle chacun des personnages a une particularité. De cette série va être tirée une pensée humoristique intitulée Le débloque-notes à Duhon publiée elle aussi dans Spirou et mettant en scène le personnage de Duhon.

## Description

### Synopsis
La série raconte les mésaventures au quotidien d'une bande de motards. Chacun des personnages a une façon particulière de vivre sa passion, par la suite elle va se centrer sur le personnage de Duhon.

### Personnages
Les motards, à l'exception de Spidi et Duhon, ont tous un nez démesuré, les autres personnages étant des animaux anthropomorphes. Ils pratiquent à tour de bras le calembour et ont chacun une particularité comme motard. 

#### Duhon
Le personnage qui va se détacher au fil des albums est Duhon, qui a le QI d'une huître, porte un tee-shirt dont l'inscription varie en fonction des événements, du contexte ou de la situation dans laquelle il se trouve et s'exprime continuellement en pléonasmes « à redondance répétitive » (son nom vient probablement du qualificatif « ducon », transformé pour éviter la censure). Son adresse postale, révélée dans l'une des planches de la série, est : Rue de Mencon, à Bruti. Une série dérivée, Le Débloque-note à Duhon, sera créée par la suite.

#### Autres personnages
Billy the Kick est un mécanicien de génie capable de transformer n'importe quoi en motocyclette. Lafrime, le roi des frimeurs. Gamelle alias Romain Lempire, roi de l'accident et de la chute qui passe plus de temps par terre que sur sa moto. Spidi alias Jack Célaire, un accro à la vitesse. Naze, crade et souvent en panne, il s'agit du plus nul de la bande. Kiwi, petit et faible mais redoutablement intelligent, il admire les autres motards de la bande. Olaf, a toujours des side-cars délirants accrochés à ses motos en forme de cercueil, pantoufle ou encore sous forme de banane. Beat, aime écouter la musique très fort sur sa moto et particulièrement les rythmes afro-moldaves. Will Ing, ne roule que sur sa roue arrière et n'a même jamais posé la roue avant sur le sol. Angle, est un maitre pour prendre les virages avec le plus d'angle possible, il est membre de « Hell's Angles » et sa devise dans la vie est « Je penche, donc je suis ». Ils font tous preuve d'une grande culture générale, comme semble le suggérer la nature de leurs calembours.

## Analyse
La série est créée en 1984 dans le no 2386 du journal Spirou par Charles Degotte lui-même passionné de sport automobile. La série est éditée sous forme d'album par les éditions Dupuis en 1986. Elle est interrompue par la mort de Charles Degotte en 1993. Entre 1988 et 1993, la série est déclinée sous forme d'une image humoristique mettent en le personnage de Duhon et ses pensées intitulée Le débloque-notes à Duhon. Elle est l'occasion pour l'auteur de montrer son amour pour les jeux de mots.

## Publications

### Albums

#### La collection originale
Le premier album sort en 1986 aux éditions Dupuis et s'intitule simplement Les Motards. L'année suivante sort le deuxième album intitulé Et les motards, mon cher Watson ? et le troisième album intitulé Mieux vaut motard que jamais. Le quatrième album intitulé Allegro moto vivace sort en 1988. Le cinquième intitulé Jeux de mots, tôt… Jeux de mots, tard sort l'année suivante. En 1990 sort le sixième album Grosso moto. Le septième album intitulé Les chevaliers moto toniques sort l'année suivante. En 1992, sort le huitième album intitulé Motos à gogo et le neuvième album intitulé Les motos de Panurge. Le dixième et ultime album intitulé Monomoto sort l'année suivante.

#### Rééditions
Les deux premiers sont réédités en 1991 et 1992 aux éditions J'ai Lu Pocket.

### Revues

#### Les Motards
La série est publiée pour la première fois, en 1984, dans le no 2386 du journal Spirou sous forme d'histoire complète de deux planches. Cette même année est publiée trois autres histoires complètes de deux planches et quarante-sept fois sous forme de gag d'une planche. L'année suivante est publiée trente-six gag d'une planche. En 1986 est publiée trente-trois gags d'une planche, une histoire complète de deux planches et elle fait pour la première fois la couverture du journal lors du no 2524. L'année suivante est publiée trente-deux gags d'une planche, deux histoires complètes de deux planches et fait la couverture du no 2578. En 1988 est publiée quarante-et-un gags d'une planche, une histoire complète d'une planche et fait la couverture du no 2606. L'année suivante est publiée trente-cinq gags d'une planche et fait la couverture des numéros 2654 et 2679. En 1990 est publiée trente-cinq gags d'une planche, une histoire complète d'une planche et fait la couverture du no 2724. L'année suivante est publiée quarante gags d'une planche, une histoire complète de trois planches, une histoire complète de cinq planches et fait la couverture du no 2759. En 1992 est publiée quarante-trois gags d'une planche, deux histoires complète de deux planches et une histoire complète de quatre planches. Pour l'année 1993 est publiée vingt-deux gags d'une planche, cinq histoires complètes de deux planches, une histoire complète de trois planches et fait la couverture du no 2876. L'ultime apparition de la série dans le Spirou a lieu dans le no 2888.

#### Le débloque-note à Duhon
Le premier débloque-note à Duhon est publiée en 1988 dans le no 2637 du journal Spirou. Par la suite il est publié sept fois cette même année. L'année suivante il est publié quarante-sept fois, cinquante fois en 1990, cinquante-quatre fois en 1991, quarante-neuf fois en 1992 et vingt-cinq fois en 1993. L'ultime apparition a lieu dans le no 2880.